# Aage Rou Jensen
Aage Rou Jensen (Aarhus, 24 settembre 1924 – Aarhus, 12 giugno 2009) è stato un calciatore danese, di ruolo attaccante.
È il recordman di presenze nel Superligaen (709).

## Palmarès
- Campionato danese: 4

Aarhus: 1954-55, 1955-56, 1956-57, 1960
- Coppa di Danimarca: 4

Aarhus: 1954-55, 1956-57, 1959-60, 1960-61